# VTI Rio
A Vídeo Interamericana, VTI Interamericana ou simplesmente VTI (popularmente conhecida como VTI Rio) foi um estúdio de dublagem, vídeo, publicidade e legendagem brasileiro.

## História
Atuando no ambiente publicitário desde o início da década de 50, Víctor Berbara fundou, em 1960, a Network Distribuidora de Filmes, representante da ABC Films, importante produtora estadunidense pertencente a ABC. 
A semente da ideia nasceu exatamente em 1962, quando Berbara teve a ideia de construir um estúdio de vídeo. O vídeo tape mal acabara de chegar à televisão no Brasil e o vídeo cassete ainda era um sonho distante. em 1968 fundou a Vídeo Interamericana conhecida como VTI, dando início as produções de vídeo e publicidade

#### Dublagem
Em 1984, foi criado o departamento de dublagem da VTI, sendo a responsável pela dublagem e legendagem de programas de TV, Vídeo, DVD e Cinema. tendo o dublador Júlio César Barreiros como diretor de produção, e Waldyr Sant'anna como o coordenador e tradutor .

#### Encerramento
A VTI fechou as portas em 2008 juntamente com a Network sem informações sobre o assunto.

## Trabalhos
- O Exterminador do Futuro 2: O Julgamento Final (Dublagem Original)[9]
- O Máskara (Redublagem)[10]
- Indiana Jones e a Última Cruzada[9] (Dublagem Original)
- Todas as séries e filmes da marca Jornada nas Estrelas[11] (exceto Star Trek de 2009 e Além da Escuridão - Star Trek),
- I Love Lucy (Redublagem)
- Além da Imaginação 1959 (Redublagem)
- Corra que a Polícia Vem Aí,
- Corra que a Polícia Vem Aí 2,
- Corra que a Polícia Vem Aí 3,
- Entrando Numa Fria
- Entrando Numa Fria Maior Ainda
- O Resgate do Soldado Ryan,
- Os Intocáveis,
- Ghost: Do Outro Lado da Vida,
- Max Headroom (Transmitido no Brasil pela Rede Manchete),
- Meninas Malvadas
- Missão Impossível
- Missão Impossível II
- Missão Impossível III
- O Poderoso Chefão: Parte III (Dublagem Original)
- O Predador
- O Príncipe das Mulheres
- O Rapto do Menino Dourado
- Os Donos da Noite (Dublagem Original)
- Aliens, O Resgate
- Forrest Gump: O Contador de Histórias (Globo e TV Paga)
- Escola de Rock (Redublagem)
- A Torradeira Valente (1ª dublagem)
- O Show de Truman
- Independence Day
- Arquivo X,
- Casal Gay,
- Detetive Espacial Gavan, (lançada no Brasil sob o título de Space Cop Gaban) 1991
- Um Príncipe em Nova York
- Um Tira da Pesada 2 (Dublagem Original)
- Um Tira da Pesada 3 (Dublagem Original)
- Vovó... Zona
- Esquadrão Socorro, entre várias outras produções.
- Muppets, o Filme (dublagem original)
- Fantasma 2040
- Bartok, o Magnífico
- Natal em Família
- Bonequinha de Luxo
- Fique Rico ou Morra Tentando
- Good Burger: A Guerra do Hamburger
- A Família Addams
- A Família Addams 2
- Os Intocáveis
- O Silêncio do Lago
- Top Gang - Ases Estão Loucos
- Top Gang 2! A Missão
- Arizona Nunca Mais
- Nacho Libre
- O Céu Pode Esperar (Redublagem)
- Os Demônios da Noite
- A Cidade dos Amaldiçoados
- Cemitério Maldito
- 007 contra GoldenEye
- Sabrina, a Aprendiz de Feiticeira (Série)

O Grupo Network distribuiu, entre outros sucessos, séries como: Ben Casey, Os Guerrilheiros, As Panteras, Ilha da Fantasia, MacGyver - Profissão Perigo, Jornada nas Estrelas, Sex and the City,  Sétimo Céu, Todo Mundo Odeia o Chris, Os Simpsons, O Vidente e As Aventuras de Sonic
Como distribuidor exclusivo da Paramount Pictures desde 1983, foi favorecido pelas incorporações promovidas pelo conglomerado estadunidense Viacom, passando a comercializar seu diversificado acervo (Spelling Entertainment, Republic Pictures e WorldVision).